# Slavko Goluža
Slavko Goluža (Stolac, 17 de setembro de 1971) é um ex-handebolista profissional croata bicampeão olímpico, atualmente treinador.